# 汶上文庙
汶上文庙，位于山东省济宁市汶上县，是唐至清代汶上县的县学和祭祀孔子的场所。始建于唐开元十三年（725年）。明嘉靖年间，孔子63代孙孔贞宁迁居汶上，朝廷加赐居汶各支世袭官爵。因而当地仿照曲阜孔庙的形制陆续扩建文庙，逐渐形成了庞大的建筑群，其规模最大时占地面积超过2万平方米。民国时期，曾有小规模修葺。之後因改建学校、拓宽街道等，文庙大部分被拆毁，众多碑碣被埋于地下。今仅存戟门、大成殿、明伦堂、名宦祠、乡贤祠、节孝祠等。1993年曾进行重修。2006年被公布为山东省文物保护单位。